# Monoid
|               | Asociativita | Neutrální prvek | Inverzní prvek | Komutativita |
| ------------- | ------------ | --------------- | -------------- | ------------ |
| Abelova grupa | Ano          | Ano             | Ano            | Ano          |
| Grupa         | Ano          | Ano             | Ano            | Ne           |
| Monoid        | Ano          | Ano             | Ne             | Ne           |
| Pologrupa     | Ano          | Ne              | Ne             | Ne           |
| Lupa          | Ne           | Ano             | Ano            | Ne           |
| Kvazigrupa    | Ne           | Ne              | Ano            | Ne           |
| Grupoid       | Ne           | Ne              | Ne             | Ne           |

Schéma vztahů mezi algebraickými strukturami. Výchozí je grupoid (anglicky magma) s jednou uzavřenou operací. Přidáváním dalších podmínek vznikají např. pologrupa (semigroup) a kvazigrupa (quasigroup).

V algebře je monoid algebraická struktura s jednou asociativní binární operací a neutrálním prvkem. Je to tedy grupoid, jehož operace je asociativní a který má neutrální prvek.

## Definice
Monoid je grupoid (M; ·), tedy množina M s binární operací „·“ : M × M → M, a těmito axiomy:
- Asociativita: ∀ x, y, z ∈ M (x·y)·z = x·(y·z)
- Neutrální prvek: (∃e∈ M) (∀x∈ M) x·e = e·x = x.

Někdy se uvádí i následující axiom plynoucí však z definice binární operace.
- ∀ (x, y ∈ M) x·y ∈ M

Monoid tak je vlastně pologrupa s neutrálním prvkem.
Pokud bychom doplnili tyto axiomy o existenci inverzních prvků, byla by tato struktura grupou.
Monoid, jehož operace je také komutativní, se nazývá komutativní monoid nebo abelovský monoid.

## Příklady
- Přirozená čísla tvoří komutativní monoid k operaci násobení.
- Množina všech matic n×n tvoří monoid vůči sčítání i násobení

## Homomorfismus monoidů
O dvou monoidech (M; ·) a (M'; ∗) řekneme, že jsou homomorfní jestliže existuje zobrazení (homomorfismus) f: M → M' takové, že:
- ∀x,y∈M f(x·y)=f(x)∗f(y).
- f(e)=e ', kde e je neutrální prvek grupoidu (M; ·) a e ' neutrální prvek grupoidu (M'; ∗).

Je-li zobrazení mezi dvěma monoidy bijektivní a je to homomorfismus, říkáme, že tyto dva monoidy jsou izomorfní.

## Teorie kategorií
V teorii kategorií je monoid objekt v monoidální kategorii se dvěma morfismy (v kategorii funktorů přirozenými transformacemi) {\displaystyle (M,\mu ,\eta )} splňující {\displaystyle \mu \circ (\eta \otimes 1)=\lambda }, {\displaystyle \mu \circ (1\otimes \eta )=\rho } a {\displaystyle \mu \circ (\mu \otimes 1)=\mu \circ (1\otimes \mu )\circ \alpha }.
Morfismus {\displaystyle f:M\rightarrow M'} je morfismem mezi monoidy, pokud {\displaystyle \eta '=f\circ \eta } a {\displaystyle f\circ \mu =\mu '\circ (f\otimes f)}.
Monoidy v kategorii Set známé z algebry jsou příkladem kategorických monoidů, neboť Set s operací {\displaystyle \times } a terminálním prvkem tvoří monoidální kategorii.